# هری هدلی
هری هدلی (به انگلیسی: Harry Hadley) بازیکن فوتبال زادهٔ ۲۶ اکتبر ۱۸۷۷ اهل انگلستان بود که سابقهٔ بازی در تیم ملی فوتبال انگلستان را در کارنامهٔ خود دارد. وی در تاریخ ۱۴ فوریه ۱۹۰۳ تنها بازی ملی خود را در مقابل تیم ملی فوتبال ایرلند انجام داد.